# 버밍햄 바라쿠다스
| 버밍햄 바라쿠다스 |                            |
| 디비전            | 사우스 디비전 (1995년)     |
| 설립연도          | 1995년                     |
| 해체연도          | 1995년                     |
| 역사              | 버밍햄 바라쿠다스 (1995년) |
| 경기장            | 리전 필드                  |
| 연고지            | 앨라배마주 버밍햄          |
| 구단주            | 아트 월리엄스              |
| 단장              |                            |
| 감독              | 잭 파디                    |
| 디비전 우승       | -                          |
| 그레이 컵 우승    | -                          |
| 영구 결번         | -                          |

버밍햄 바라쿠다스(Birmingham Barracudas)는 미국 앨라배마주 버밍햄을 연고지로 하는 1995년 CFL 참가했던 팀이다.